# Tinabdher
Tinabdher (o Tinebdar) è un comune dell'Algeria, situato nella provincia di Béjaïa.